# Gustavo Couttolenc
Gustavo Couttolenc Cortés (Uruapan, Michoacán, 6 de diciembre de 1921-7 de febrero de 2015) fue un escritor, canónigo, catedrático y académico mexicano. Se especializó en la traducción de obras de latín al idioma español.

## Estudios y docencia
Realizó estudios  en el Seminario Conciliar de México, de bachillerato y latinidad de 1937 a 1940, de Filosofía Escolástica de 1941 a 1943, y de  Teología de 1944 a 1947. Se ordenó como sacerdote católico el 20 de septiembre de 1947, cumpliendo sesenta años de ejercer sus funciones en 2007.
De 1963 a 1966 realizó cursos de incorporación en la Escuela Nacional Preparatoria para ingresar a la Facultad de Filosofía y Letras de la Universidad Nacional Autónoma de México (UNAM) para cursar licenciatura (1967), maestría (1971) y doctorado (1977) en Letras Hispánicas. 
Fue director de la Preparatoria incorporada al  Colegio de Bachilleres de Xochimilco de 1967 a 1972. Desde 1948 fue catedrático en el Seminario Conciliar de México dando clases por más de cincuenta años.  Desde 1986, era canónigo honorario de la Catedral Metropolitana de la Ciudad de México. En octubre de 1998 la Santa Sede le otorgó el título de monseñor.
Falleció el 7 de febrero de 2015.

## Académico
Fue elegido miembro de número de la Academia Mexicana de la Lengua el 14 de mayo de 1998, tomó posesión de la silla XXXVI el 27 de agosto del mismo año.  En 2007, se le otorgó el Premio "José María Velasco".

## Obras publicadas
- Federico Escobedo, traductor de Landívar. Estudio crítico estilístico, en 1973.
- La poesía existencial de Miguel Hernández, en 1979.
- Sonetos (1979-1982), en 1982.
- Trébol de angustia. Treinta y tres sonetos, en 1984.
- Acuario y acuarelas. Haikus, liras y sonetos, en 1986.
- Viñedo sangriento. Treinta y siete sonetos, en 1987.
- Viento de la aurora. Sesenta y tres sonetos. Homenaje del Seminario Conciliar de México en las Botas de Oro Sacerdotales del autor, en 1997.
- La fuerza de un paisaje. Antología poética general, en 2001.